# 艾萨克·库珀
艾萨克·库珀（英語：Isaac Cooper，2004年1月7日—）生于昆士兰州班德堡，是一名澳大利亚男子游泳运动员，主攻仰泳。他在只有五个月大的时候开始接触游泳，并在五岁开始正式接受游泳训练。他最初加入家乡班德堡当地的Fairymead游泳俱乐部，师从Paul Simms和Scott Hamlet教练。后来他为了追逐梦想，更进一步，移居至布里斯班，加入Rackley游泳俱乐部。